# 1,1,1,2-tetracloroetano
L'1,1,1,2-tetracloroetano o R-130a è un organocloruro di formula CH2ClCCl3, e in chimica organica si colloca nella classe degli alogenuri alchilici. Uno dei 9 cloroetani, cioè derivati dell'etano in cui quattro dei sei idrogeni sono sostituiti da cloro.
È un liquido incolore con un odore dolce simile al cloroformio. Viene utilizzato come solvente, nella lavorazione di superfici in legno e nelle finiture di laccatura.

## Sintesi
L'1,1,1,2-tetracloroetano può essere ottenuto mediante una reazione di addizione a due stadi dell'etino con cloro (tramite dicloroetene), ma il risultato principale è l'altro isotopo del tetracloroetano:
C2H2 + Cl2  → C2H2Cl2
C2H2Cl2 + Cl2  → C2H2Cl4
Una via diretta è la clorurazione dell'1,1,2-tricloroetano.
CHCl2CH2Cl + Cl2  → CCl3CH2Cl + HCl
Si presenta anche come contaminante nella produzione di alcuni comuni idrocarburi clorurati.

## Cloroetani
Riportiamo i 6 cloroetani e i loro 3 isomeri di posizione
- Cloroetano
- 1,1-dicloroetano
- 1,2-dicloroetano (isomero)
- 1,1,1-tricloroetano
- 1,1,2-tricloroetano (isomero)
- 1,1,1,2-tetracloroetano
- 1,1,2,2-tetracloroetano (isomero)
- Pentacloroetano
- Esacloroetano